# Kajetanów (Prusinowice)
Kajetanów – część wsi Prusinowice w Polsce, położona w województwie łódzkim, w powiecie pabianickim, w gminie Lutomiersk, na Wysoczyźnie Łaskiej.
W latach 1975–1998 Kajetanów należał administracyjnie do województwa sieradzkiego.